# Penance Soiree
A 2004-es Penance Soiree a The Icarus Line második nagylemeze. A 2000-es évek kritikailag egyik legelfogadottabb lemeze, több kiadványban szerepelt, köztük az 1001 lemez, amit hallanod kell, mielőtt meghalsz című könyvben.
A kiadóval adódott problémák miatt a 2003 elején rögzített album csak 2004 májusában jelent meg. Az együttes és a kiadó közt fennálló ellentétek miatt az album gyakorlatilag semmilyen promóciót nem kapott, Amerikában egyáltalán nem költöttek a lemez reklámozására. Az együttes végzett minden művészi munkát, és a klipeket is önköltségből kellett elkészíteniük. Ezen körülmények miatt a lemezre az évtized egyik leginkább alábecsült és mellőzött rockalbumaként hivatkoznak.
Ez az együttes utolsó lemeze, amelyen hallható Aaron North alapító tag.

## Az album dalai
|     | Cím                               | Szerző(k)       | Hossz |
| --- | --------------------------------- | --------------- | ----- |
| 1.  | Up Against the Wall Motherfuckers | The Icarus Line | 4:27  |
| 2.  | Spit on It                        | The Icarus Line | 1:53  |
| 3.  | On the Lash                       | The Icarus Line | 4:00  |
| 4.  | Caviar                            | The Icarus Line | 3:15  |
| 5.  | Spike Island                      | The Icarus Line | 3:45  |
| 6.  | Kiss Like Lizards                 | The Icarus Line | 4:46  |
| 7.  | Getting Bright at Night           | The Icarus Line | 9:07  |
| 8.  | Big Sleep                         | The Icarus Line | 5:15  |
| 9.  | White Devil                       | The Icarus Line | 2:56  |
| 10. | Meatmaker                         | The Icarus Line | 2:10  |
| 11. | Virgin Velcro                     | The Icarus Line | 3:13  |
| 12. | Sea Sick                          | The Icarus Line | 6:27  |
| 13. | Party the Baby Off                | The Icarus Line | 2:30  |

## Alternatív verziók
2006 nyarán a Buddyhead Records kiadta az album dupla LP-s változatát. Az album tartalmaz egy eredeti Alan Moulder mixet, valamint egy Aaron North remixet.

## Közreműködők
- Joe Cardamone – ének
- Jeff "The Captain" Watson – dob
- Don Devore – basszusgitár
- Alvin DeGuzman – gitár
- Aaron North – gitár

### Vendégzenészek
- Jon Wahl – szaxofon a White Devil-en
- "Dirty Lil Louis" – "Pulse"/808 a Meatmakerön

### Produkció
- producer: The Icarus Line with Mike Mussmano
- hangmérnök: Mike Mussmano, Francis Miranda, Anthony Ianaro, Chris Reynolds. Alan Moulder, Rick Levy, Danny Kalb és Aaron North
- keverés: Alan Moulder; kivéve az On the Lash-t, amelyet Ken Andrews és Aaron North kevert
- szerkesztés: Roger Lian
- mastering: Howie Weinberg
- fényképek: Jason Nocito
- borító: Matt Sohl

## Fordítás
Ez a szócikk részben vagy egészben a Penance Soiree című angol Wikipédia-szócikk ezen változatának fordításán alapul.  Az eredeti cikk szerkesztőit annak laptörténete sorolja fel. Ez a jelzés csupán a megfogalmazás eredetét és a szerzői jogokat jelzi, nem szolgál a cikkben szereplő információk forrásmegjelöléseként.

## Külső hivatkozások
- A The Icarus Line Myspace oldala
- A The Icarus Line egyik rajongói oldala
- Buddyhead Records